# Odon de Pins
Odon de Pins (zm. w 1296) – 23 wielki mistrz zakonu joannitów w latach 1294–1296.